# CV-83
La CV-83 es una carretera autonómica valenciana que comunica la A-31 a la altura de Elda, con Pinoso y la Región de Murcia.

## Nomenclatura

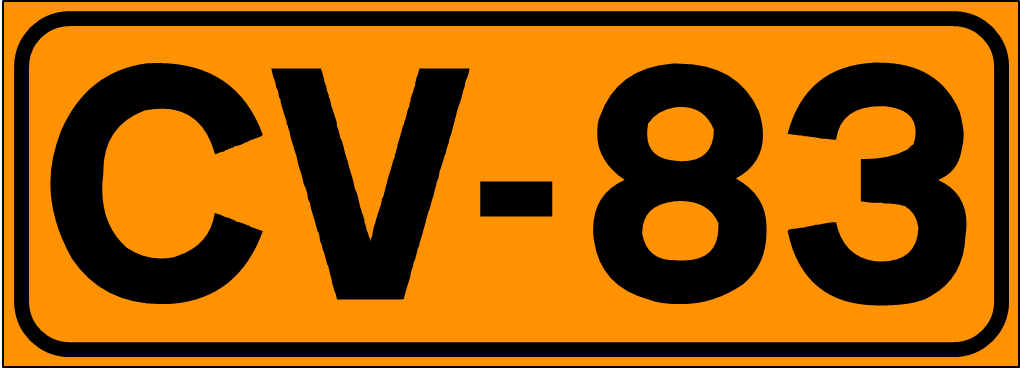
Indicador

La carretera CV-83 pertenece a la red de carreteras de la Generalidad Valenciana. Su nombre viene de la CV (que indica que es una carretera autonómica de la Comunidad Valenciana) y el 83, es el número que recibe dicha carretera, según el orden de nomenclaturas de las carreteras de la Comunidad Valenciana.

## Trazado actual
La CV-83 comienza en la salida 32 de la A-31 o Autovía de Alicante, atraviesa la zona sur de Elda y enlaza con la carretera autonómica CV-835. Junto a esta, varios kilómetros más adelante llega al municipio de Monóvar.
Contiene un RADAR FIJO, antena INDRA 00126 en el KM 7.1 sentido decreciente ALICANTE, salta a partir de 80 km/h.